# لشکر ۱۸ پیاده (لهستان)
لشکر ۱۸ پیاده لهستان (انگلیسی: 18th Infantry Division) لشکر پیاده‌نظام نیروی زمینی لهستان است، که در سال ۱۹۲۰ تأسیس شد.
لشکر ۱۸ پیاده در ابتدا بخشی از ارتش لهستان در دوره بین جنگ داخلی بود که در لشکرکشی سپتامبر لهستان شرکت کرد. این لشکر که در لوومژا مستقر بود و در سال ۱۹۳۹ توسط سرهنگ استفان کوسکی فرماندهی می‌شد، بخشی از گروه عملیاتی مستقل نارو بود.
این لشکر در سپتامبر ۲۰۱۸ به شکل مدرن خود بازسازی شد و به عنوان بخشی از گسترش ارتش لهستان، که تا حدودی به دلیل افزایش تهدیدات امنیتی علیه لهستان بود، به لشکر ۱۸ مکانیزه تغییر نام داد. این لشکر تا پایان سال ۲۰۱۹ به ظرفیت عملیاتی اولیه دست یافت و تقویت بیشتر این تشکیلات تا اواسط دهه ۲۰۲۰ تکمیل شد.